# Arado Flugzeugwerke
Arado Flugzeugwerke var en tysk flyproducent. 
Firmaet blev oprindeligt etableret i Warnemünde som en del af Flugzeugbau Friedrichshafen. Efter 1. verdenskrig blev afdelingen i Warnemünde i 1902 købt af Hugo Stinne, der genoptog flyproduktionen under navnet Dinos Automobilwerke AG. Stinne døde i 1924 og flyproduktionen blev herefter overtaget af Walter Hormel og Werner Hansel, der havde stiftet Arado Handelsgesellschaft. Hormel solgte kort efter sine aktier til virksomhedens administrerende direktør Heinrich Lübbe.
Fabrikken fremstillede oprindelige lette træninsfly til de tyske pilotskoler og post- og sportsfly.  Ved nazisternes magtovertagelse blev produktionn omlagt til at levere fly til det nyoprettede Luftwaffe og firmaet skiftede samme år navn til Arado Flugzeugwerke. 
Fabrikken udviklede det første operationelt anvendte jetdrevne bombefly, Arado Ar 234.
Mest kendte flytyper fra Arado er:
- Arado Ar 65 – 1-motors bi-plan – 1930'erne
- Arado Ar 80 – 1-motors mono-plan – 1930'erne
- Arado Ar 96 – 1-motors observationsfly – 2. verdenskrig
- Arado Ar 196 – 1-motors søfly – 2. verdenskrig
- Arado Ar 232 – 2-motors transportfly – 2. verdenskrig
- Arado Ar 234 – 2-motors jetfly – 2. verdenskrig
- Arado Ar 240 – 2-motors jagerfly – 2. verdenskrig

Ved 2. verdenskrigs slutning havde Arado en række uafsluttede projekter omkring især jetfly, som aldrig blev ført ud i livet.
54°10′36″N 12°07′50″Ø / 54.17672°N 12.13047°Ø